# Bobby Few

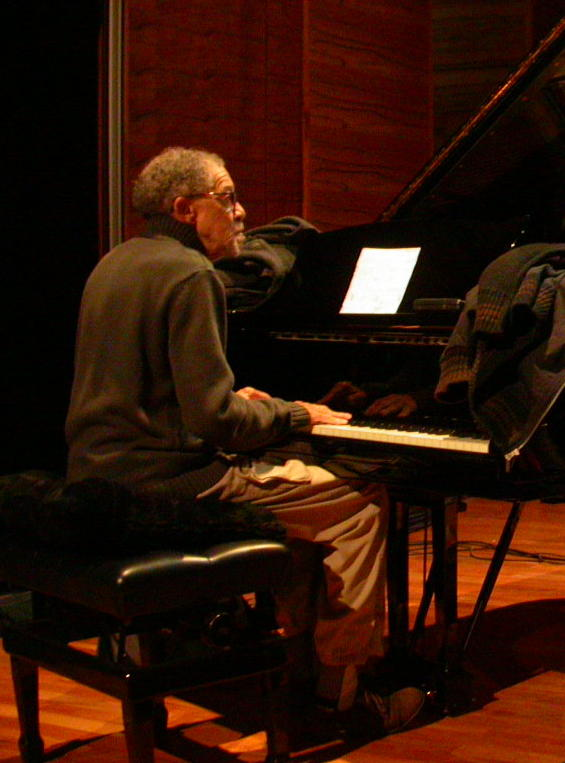
Bobby Few (2007)

Bobby Few (* 21. Oktober 1935 in Cleveland, Ohio; † 6. Januar 2021 in Paris) war ein US-amerikanischer Jazzpianist.

## Leben und Wirken
Few, der früh durch die Gospelchöre geprägt wurde, die sein Großvater leitete, begann mit sieben Jahren das Klavierspiel und wurde sowohl in klassischer Musik als auch im Jazz ausgebildet.  Die Organistin Catherine Howland Forbes war seine Lehrerin für klassische Musik, bei Benjamin Austin wurde er im Jazz ausgebildet. Durch die JATP-Platten seines Vaters angeregt, wandte er sich schließlich mehr dem Jazz zu, während er die klassische Ausbildung jedoch nicht vernachlässigte.
Mit 15 Jahren gründete er in Cleveland das East Jazz Trio mit dem Schlagzeuger Raymond Farris und dem Bassisten Cevera Jeffries Jr. Die Gruppe, die hauptsächlich Standards spielte, blieb zusammen bis 1962, dem Jahr als Few und Jeffries nach New York zogen, auf Anraten seines Schulfreundes Albert Ayler. Durch seine Kontakte zur New Yorker Musiker Szene, vor allem die Zusammenarbeit mit Brook Benton, erhielt er auch die erste Gelegenheit, in Europa aufzutreten. 1968 entstanden erste Aufnahmen, als er in der Band von Booker Ervin spielte (The „In“ Between); 1969 wirkte er an Aylers letzten Studioalben Music Is the Healing Force of the Universe und The Last Album mit. 1969 kam er ein weiteres Mal nach Europa, diesmal mit dem Frank Wright Quartett, bestehend aus Few, Frank Wright, Tenorsaxophon, Noah Howard, Altsaxophon und Schlagzeuger Muhammad Ali. Few ließ sich im selben Jahr in Frankreich nieder und tourte mit Wright, Ali und Alan Silva im Quartett durch Europa. Daneben spielte er aber auch mit Archie Shepp und mit Sunny Murray.
Das Quartett löste sich Anfang der 1980er-Jahre auf. Danach folgte eine Zusammenarbeit mit Steve Lacy, die bis 1992 währte. Seit Anfang der 1990er-Jahre spielte Few in verschiedenen eigenen Gruppen; auch arbeitete er als Solist (wie auf dem Album Continental Jazz Express), im Duo mit Sonny Simmons (True Wind, 2008) oder im Trio mit Avram Fefer und Wilber Morris (Few and Far Between, 2000). Er arbeitete bis zuletzt mit einer Vielzahl von Musikern zusammen, etwa mit John Betsch, Rasul Siddik und Peter Giron sowie mit Michaël Cheret, Harry Swift und Benjamin Sanz.

## Diskographische Hinweise
- Frank Wright/Muhammad Ali/Bobby Few/Alan Silva: Center of the World, Vol.1&2 (Fractal, 1972)
- Zusaan Kali Fasteau/Noah Howard/Bobby Few: Expatriate Kin (CIMP, 1997)
- Continental Jazz Express (Boxholder, 2000) solo
- Few and Far Between (Boxholder, 2000) mit Avram Fefer, Wilber Morris
- Kindred Spirits (Boxholder, 2003) mit Avram Fefer
- Heavenly Places (Boxholder, 2003)
- Lights and Shadows (Boxholder, 2007) solo

Alben als Sideman
- Booker Ervin: The In Between (Blue Note, 1968)
- Marzette Watts: Marzette Watts (Savoy, 1969)
- Steve Lacy: The Door (Novus, 1988)